# جوسلين بن
جوسلين بن (بالإنجليزية: Jocelyn Penn)‏ مواليد 10 سبتمبر 1979، هي لاعبة كرة سلة أمريكية معتزلة. بدأت مسيرتها الاحترافية في سنة 2003. تم اختيارها من قبل فريق شارلوت ستينغ خلال الدرافت. اعتزلت اللعب في 2004. لعبت مع واشنطن ميستيكس وسان أنطونيو ستارز في الاتحاد الوطني لكرة السلة النسائية.

## روابط خارجية
- جوسلين بن على موقع الاتحاد الوطني لكرة السلة النسائية (الإنجليزية)
- جوسلين بن على موقع كرة السلة الأوروبية.كوم (الإنجليزية)
- جوسلين بن على موقع كلية كرة السلة في سبورتس رفرنس.كوم (الإنجليزية)
- جوسلين بن على موقع بروبوليرز (الإنجليزية)
- جوسلين بن على موقع سبورتس رفرنس (الإنجليزية)